# Bình Thanh, Hưng Yên
Bình Thanh là một xã thuộc tỉnh Hưng Yên, Việt Nam.

## Địa lý
Xã Bình Thanh nằm ở phía nam của tỉnh Hưng Yên, có vị trí địa lý:
- Phía tây và phía nam lần lượt giáp với xã Luân Giang và xã Giao Thủy của tỉnh Ninh Bình, có ranh giới tự nhiên là sông Hồng.
- Phía đông giáp xã Bình Định.
- Phía đông bắc và tây bắc lần lượt giáp với xã Kiến Xương và xã Hồng Vũ.

## Lịch sử
Ngày 16 tháng 6 năm 2025, Ủy ban Thường vụ Quốc hội ban hành Nghị quyết số 1666/NQ-UBTVQH15 về việc sắp xếp các đơn vị hành chính cấp xã của tỉnh Hưng Yên năm 2025. Theo đó, sắp xếp toàn bộ diện tích tự nhiên, quy mô dân số của các xã Minh Tân và xã Minh Quang (huyện Kiến Xương), xã Bình Thanh thành xã mới có tên gọi là xã Bình Thanh.